# 维拉尔尚 (阿尔凡德加-达菲)
维拉尔尚是葡萄牙布拉干萨区的一个堂区。总面积24.77平方公里，总人口326人，人口密度13.2人/平方公里。